# 기상부
기상부(紀相夫, ? ~ 기원전 129년)는 전한 중기의 제후로, 개국공신 기통의 아들이다.

## 생애
경제 중3년(기원전 147년), 기통의 뒤를 이어 양평후(襄平侯)에 봉해졌다.
양평강후 19년(기원전 129년)에 죽으니 시호를 강(康)이라 하였고, 아들 기이오가 작위를 이었다.

## 출전
- 사마천, 《사기》 권18 고조공신후자연표
- 반고, 《한서》 권16 고혜고후문공신표

| 전임 아버지 기통 | 전한의 양평후 기원전 147년 ~ 기원전 129년 | 후임 아들 기이오 |